# Aventure d'une évadée
Pour plus de détails, voir Fiche technique et Distribution.
Aventure d'une évadée (School for Girls) est un film américain en noir et blanc réalisé par William Nigh, sorti en 1934.

## Synopsis
Condamnée pour vol de bijoux, Annette Eldrige est envoyée dans une maison de correction administrée par une femme sadique et corrompue. Cependant, l'un des membres du conseil d'administration s'intéresse à la nouvelle venue et commence à enquêter sur la gestion de l'institution...

## Fiche technique
- Titre français : Aventure d'une évadée
- Titre original : School for Girls
- Réalisation : William Nigh
- Scénario : Reginald Wright Kauffmann, Albert DeMond
- Photographie : Harry Neumann
- Montage : Mildred Johnston
- Musique : Abe Meyer
- Son : Dick Tyler Sr.
- Producteur : M.H. Hoffman
- Société de production et de distribution: Liberty Pictures
- Pays d'origine : États-Unis
- Langue : anglais
- Format : noir et blanc – 35 mm – 1,37:1 – mono (RCA Victor System)
- Genre : Film policier
- Durée : 73 min
- Dates de sortie :
  - États-Unis : 22 mars 1934
  - France : 18 juillet 1941

## Distribution
- Sidney Fox : Annette Edlridge
- Paul Kelly : Garry Waltham
- Lois Wilson : Miss Cartwright
- Lucille La Verne : Miss Keeble
- Dorothy Lee : Dorothy Bosworth
- Toby Wing : Hazel Jones
- Dorothy Appleby : Florence Burns
- Lona Andre : Peggy
- Russell Hopton : Elliott Robbins, alias Buck Kreegar
- Barbara Weeks : Nell Davis
- Kathleen Burke : Gladys Deacon
- Anna Q. Nilsson : Dr Anne Galvin
- Purnell Pratt : inspecteur Jameson
- Robert Warwick : Governor
- William Farnum : Charles Waltham
- Charles Ray : Duke
- Mary Foy : Miss Gage
- Anne Shirley : Catherine Fogarty
- Myrtle Stedman : Mme Winters
- Eddie Kane : Ted
- Gretta Gould : Mme Smoot
- George Cleveland : Reeves
- Helene Chadwick : Larson
- Helen Foster : Eleanor
- Fred Kelsey : le détective
- Edward LeSaint : le juge
- Harry Woods : le détective
- Jack Kennedy : Hansen